# Jesper B. Jensen (hokeista)
Jesper B. Jensen (ur. 30 lipca 1991 w Rødovre) – duński hokeista, reprezentant Danii, olimpijczyk.

## Kariera
- Rødovre U20 (2006–2009)
- Rødovre SIK (2007–2008)
- Rødovre Mighty Bulls (2008–2010)
- Rögle BK J20 (2010)
- Kristianstads IK (2010)
- Rögle BK (2010–2014)
- Färjestad BK (2014–2015)
- Jokerit (2015-2019)
- Malmö Redhawks (2019-)

Wychowanek Rødovre SIK. Występował w superlidze duńskiej. Od maja 2010 zawodnik szwedzkiego klubu Rögle BK. Od czerwca 2014 zawodnik Färjestad BK. Grał w lidze Allsvenskan i Elitserien. Od czerwca 2015 zawodnik fińskiego Jokeritu, z którym w kwietniu 2016 przedłużył umowę o rok. W kwietniu 2019 przeszedł do Malmö Redhawks.
Uczestniczył w turniejach mistrzostw świata w 2011, 2012, 2013, 2014, 2015, 2016, 2017, 2018, 2021, zimowych igrzysk olimpijskich 2022.

## Sukcesy
Reprezentacyjne
- Awans do mistrzostw świata juniorów do lat 20 Dywizji I Grupy B: 2011

Klubowe
- Puchar Danii: 2008 z Rødovre Mighty Bulls
- Brązowy medal mistrzostw Danii: 2009 z Rødovre Mighty Bulls
- Awans do Elitserien: 2012 z Rögle BK

Indywidualne
- Mistrzostwa Świata Juniorów w Hokeju na Lodzie 2010/I Dywizja#Grupa A:
  - Pierwsze miejsce w klasyfikacji strzelców wśród obrońców turnieju: 3 gole
  - Pierwsze miejsce w klasyfikacji kanadyjskiej wśród obrońców turnieju: 5 punktów
  - Najlepszy zawodnik reprezentacji w turnieju
- Mistrzostwa Świata Juniorów w Hokeju na Lodzie 2011/I Dywizja#Grupa B:
  - Najlepszy zawodnik reprezentacji w turnieju
  - Najlepszy obrońca turnieju
- Mistrzostwa Świata w Hokeju na Lodzie 2018/Elita:
  - Jeden z trzech najlepszych zawodników reprezentacji w turnieju[6]